# Petrovice (ort i Tjeckien, Vysočina)
Petrovice är en ort i Tjeckien.   Den ligger i regionen Vysočina, i den centrala delen av landet, 140 km sydost om huvudstaden Prag. Petrovice ligger 444 meter över havet och antalet invånare är 430.
Terrängen runt Petrovice är huvudsakligen platt, men norrut är den kuperad. Petrovice ligger nere i en dal. Runt Petrovice är det ganska glesbefolkat, med 50 invånare per kvadratkilometer. Närmaste större samhälle är Třebíč, 7,4 km öster om Petrovice. Trakten runt Petrovice består till största delen av jordbruksmark.